# تئوری‌های توطئه پیرامون محل تولد باراک اوباما

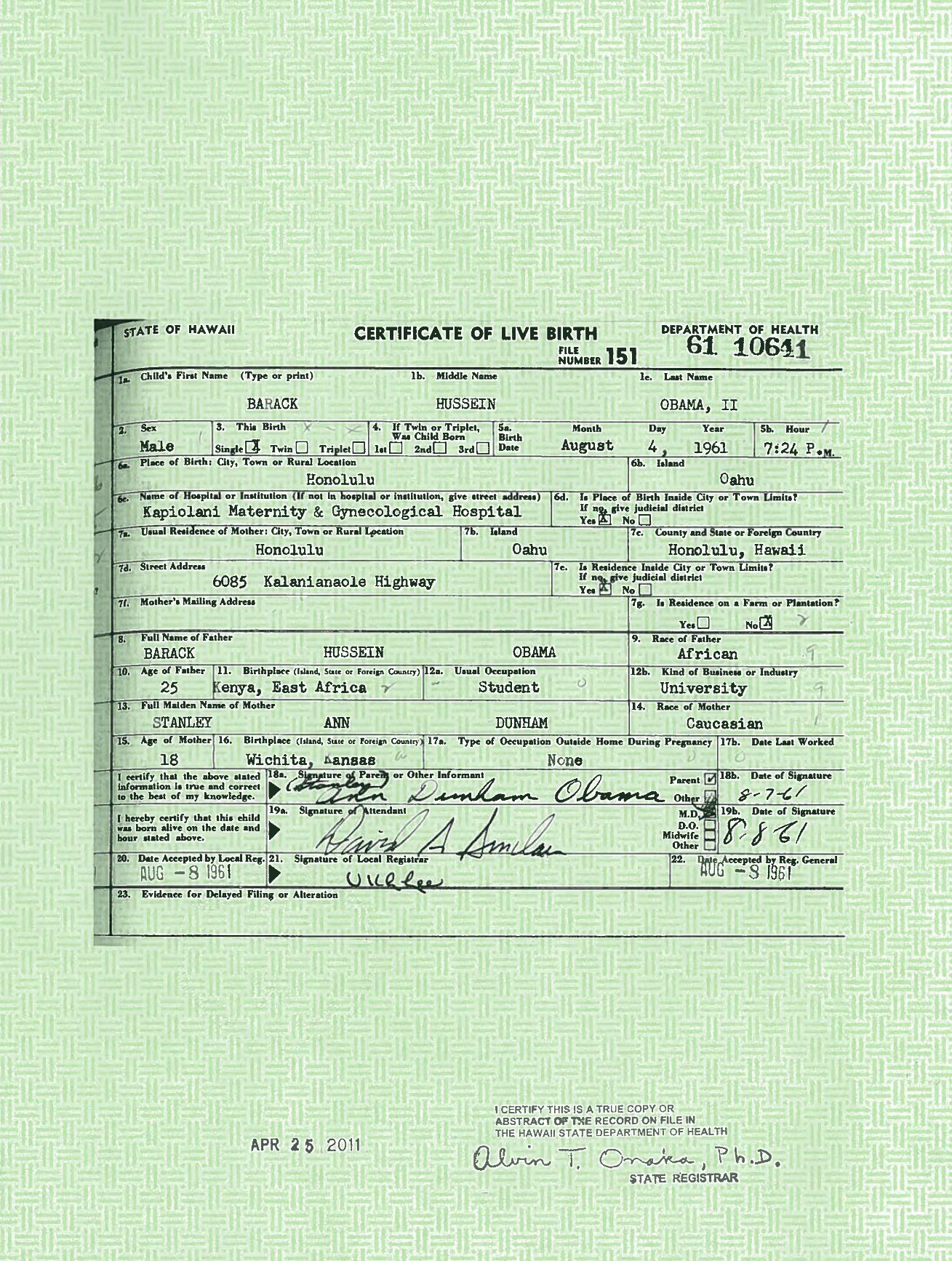
گواهی تولد باراک اوباما که در سال ۲۰۱۱ توسط کاخ سفید و در پاسخ به این ادعاها منتشر شد.

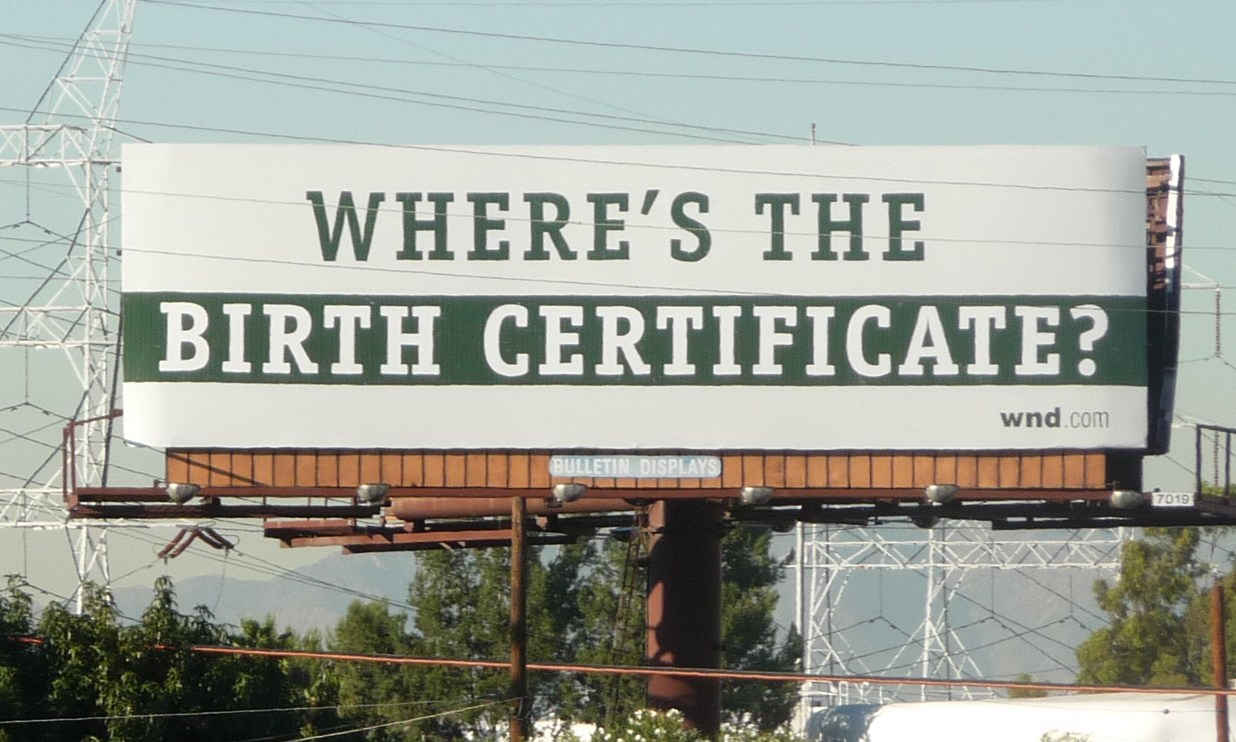
«گواهی تولد کجاست؟» بیلبوردی در ایالات متحده که متولد آمریکا بودن باراک اوباما را به چالش می‌کشد.

تئوری‌های توطئه پیرامون محل تولد باراک اوباما (انگلیسی: Barack Obama citizenship conspiracy theories) اشاره به تئوری‌های توطئه‌ای دارد. باورمندان به این تئوری‌ها مدعی بودند که گواهی تولد باراک اوباما، رئیس‌جمهور پیشین آمریکا، جعلی است و وی در خاک آمریکا متولد نشده‌است. باراک اوباما در جریان کارزار انتخاباتی‌اش در سال ۲۰۰۸ با انتشار گواهی تولد خود، که توسط سازمان سلامت هاوایی هم تأیید شد، این تئوری‌ها را رد کرد؛ گرچه این کار باعث نشد که گمانه‌زنی‌ها پیرامون محل تولد او به پایان برسند.
پژوهشگران و روزنامه‌نگاران و سیاستمداران در این تئوری‌ها باراک اوباما را متهم می‌کردند که گواهی تولد خود را جعل کرده‌است و بنا بر قوانین ایالات متحده آمریکا که به افرادی که در خاک آمریکا به‌دنیا نیامده باشند اجازهٔ رئیس‌جمهور شدن نمی‌دهد، او این حق را نداشته که نامزد ریاست جمهوری شود. در این ادعاها آمده بود که او در واقع نه متولد هاوایی، بلکه متولد کنیاست. پیرامون تولد اوباما در کنیا، گمانه‌زنی‌های بسیار زیادی ارائه شده‌است و بسیاری معتقدند او دراصل متولد کنیا است و شمار افراد سرشناسی که او را متهم به کنیایی بودن می‌کنند صدها نفر است. در سال ۲۰۰۸ میلادی و قبل از رئیس‌جمهور شدن اوباما، مقاله‌ای توسط ان‌پی‌آر چاپ شد و از او به‌عنوان «سناتور متولد کنیا» نام برده بود. همچنین در همان ماه، یک ایمیل ناشناس به آدرس ایمیل بسیاری از مردم آمریکا آمد که ادعا کرد در گذشته خبرگزاری آسوشیتد پرس در مقاله‌ای باراک اوباما را متولد کنیا نامیده بود. در تئوری دیگری آمده‌است اوباما در کودکی شهروند اندونزی شده‌است و بدین ترتیب شهروندی آمریکا را از دست داده‌است. برخی این ادعاها را بر پایه نژادپرستی و مرتبط با این واقعیت که او نخستین رئیس‌جمهور آفریقایی‌تبار آمریکا بوده‌است، می‌دانند. طبق روایت رسمی پدر و مادر اوباما در سال ۱۹۶۴ از یکدیگر جدا شده و طلاق گرفتند. مادرش او را در سالهای ۱۹۶۶ تا ۱۹۶۷ در مهد کودکی در هونولولو نامنویسی کرد. سپس مادر اوباما با یک مرد اندونزیایی به نام لولو سوتورو ازدواج کرد و به اندونزی مهاجرت نمود. اوباما در زمان کودکی درحالی‌که در اندونزی بود، از روی نام پدرخوانده‌اش «بری سوتورو» نامیده می‌شد.
در سال ۲۰۰۹ میلادی یک ایمیل به‌اصطلاح دروغین که در آغاز آوریل پخش می‌شود و دروغ اول آوریل نام دارد، مدعی شد که باراک اوباما در گذشته با نام بری سوتورو (به انگلیسی: Barry Soetoro) در دانشگاه ثبت نام کرده بود و در اصل یک دانشجوی بیگانه از کشور اندونزی بود که در خاک آمریکا درس می‌خواند تا مدرک برنامه فولبرایت دریافت کند.
دونالد ترامپ، چهل و پنجمین رئیس‌جمهور آمریکا، مشهورترین طرفدار این فرضیات است.